# Lilli – ein Mädchen aus der Großstadt
Lilli – ein Mädchen aus der Großstadt ist ein deutscher Spielfilm in Schwarzweiß aus dem Jahr 1958 von Hermann Leitner. Das Drehbuch verfassten Louis Martin und Claude Desailly. Es basiert auf einem Manuskript von Peter Dronte. Die Hauptrollen sind mit Ann Smyrner und Adrian Hoven besetzt. Seine Uraufführung erlebte das Werk am 6. März 1958.
Zum ersten Mal tauchte die Figur Lilli als Comicstrip von Karikaturist Reinhard Beuthien 1952 in der BILD-Zeitung auf.

## Handlung
Lilli ist eine erfolgreiche Journalistin bei einer großen Zeitung. Von ihrem Chef wird sie beauftragt, zu einem Missionarskongress nach Sizilien zu fahren. Weil sie äußerst attraktiv ist, zieht sie auf dem Schiff gleich die Blicke der Männerwelt auf sich. Selbst der katholische Geistliche Klinker, der auch zu dem Kongress unterwegs ist, sucht immer mal wieder Lillis Nähe. Einem gewissen Herrn Holland gelingt es, das Mädchen in seine Kabine zum Essen einzuladen. Als sie jedoch bei ihm eintrifft, liegt er erschossen in seinem Abteil. Zurück in ihrer eigenen Kabine findet sie ein Kästchen und einen Zettel mit der Nachricht: „Komme gleich wieder. A. Holland.“ Beim näheren Betrachten des Kästchens entdeckt Lilli ein Geheimfach, in dem sich fünf Platten zur Herstellung von Banknoten befinden. Bald darauf wird sie von Cristobal Ramirez aufgesucht. Dieser zeigt großes Interesse an ihren Koffern, deren Inhalte er aber nicht zu sehen bekommt.
Im Hotel in Genua lernt Lilli den charmanten Bill Morton kennen, mit dem sie sich gerne auf einen Flirt einlässt. Mehr Interesse zeigt sie im Moment aber für einen anderen Herrn: Mit Hilfe des jungen Schuhputzers Lorenzo findet sie im Hafenviertel das Haus von Ramirez. Sie betritt es und entdeckt eine Kiste voller Dollarblüten. Als sie Stimmen hört, versteckt sie sich. Sie wird Zeuge, wie Ramirez von einem Komplizen erstochen wird. Danach sucht Lilli das Weite.
Im Hotel wartet eine neue Überraschung auf die Reporterin: In ihrem Bett liegt Ramirez’ Leiche, die sie geistesgegenwärtig gleich in einer Truhe verschwinden lässt. Hinterher geht sie mit Bill Morton zum Essen. Weil sie jetzt jemand braucht, dem sie ihr Herz ausschütten kann, erzählt sie Bill von den Druckplatten. Dabei hat sie aber den Eindruck, dass der sie gar nicht verstehen will. Im Restaurant gibt Lilli dem Kellner absichtlich eine falsche Dollarnote. Gleich darauf kommt eine gewisse Kira an den Tisch. Es sieht so aus, als ob diese zu der Geldfälscherbande gehört.
Morton bleibt im Lokal, während Lilli ins Hotel zurückkehrt. Kira hält den Mann für einen gefährlichen Verbrecher. Sie einigt sich mit ihm darauf, dass er mit 30 Prozent am Geschäft beteiligt wird.
Als Lilli im Hotel ankommt, wird ihr gleich bewusst, dass Ramirez’ Leiche inzwischen entdeckt worden ist. Um einer Verhaftung zu entgehen, ergreift sie erneut die Flucht. Unterwegs begegnet ihr der vertrauensvolle Pfarrer Klinker. Ihm überreicht sie den ersten Bericht für ihre Zeitung. Tags darauf erhält Lilli Besuch von Kira, die sich als Frau Holland ausgibt. Lilli ahnt gleich, dass hier etwas faul ist, und folgt Kiras Wagen in einem Taxi. Entsetzt muss sie feststellen, wie Morton und Kira das Versteck der Druckplatten herausbekommen haben. Die zwei nehmen die Platten an sich und gehen mit ihnen zur Gangsterzentrale, die sich in der berüchtigten Hafenbar befindet. Dort eingetroffen, wird Lilli bewusst, dass Pfarrer Klinker der Chef der Bande ist. Daraufhin lockt sie eine Horde betrunkener Matrosen in die Bar, die gleich eine heftige Schlägerei anzetteln. Als schließlich die Polizei eintrifft, liegen alle Ganoven gefesselt auf dem Boden. Erleichtert stellt Lilli fest, dass Morton das Gegenteil von einem Bandenmitglied ist; er arbeitet als Agent bei der Interpol.

## Produktionsnotizen
Die Bauten wurden von den Filmarchitekten Gabriel Pellon und Hans Auffenberg geschaffen. Teddy Turai steuerte die Kostüme bei.

## Kritik
Das Lexikon des internationalen Films zieht folgendes Fazit: „Kriminallustspiel im plakativen Stil eines Comic strips, aber zu einfältig konstruiert und zu unbeholfen inszeniert, um die beabsichtigte Parodie deutlich zu machen.“ In seiner späteren Online-Ausgabe heißt es: „Mißglückter, manchmal an die Grenze zur Peinlichkeit geratender Versuch einer Kriminalfilm-Parodie um eine Figur, die in den 50er Jahren als Zeichnung in einer Bild-Zeitungsserie populär wurde.“ Und Cinema befand: „Eigentlich sollte dieses Filmchen eine Parodie auf die Superhelden des Kinos werden. Schade nur, daß das keinem auffällt. Fazit: Die tapfere Lilli wird von der Einfalt geschlagen.“

## Quelle
Programm zum Film: Illustrierte Film-Bühne, Vereinigte Verlagsgesellschaften Franke & Co. KG, München 2, Nummer 4183